# Herbert Fandel
Herbert Fandel (Nickelsburg, 1964. március 9. –) német nemzetközi labdarúgó-játékvezető. Egyéb foglalkozása, zeneiskolai igazgató (zongoratanár). Jelenleg Kyllburgban dolgozik és él.

## Pályafutása

### Nemzeti játékvezetés
A játékvezetői vizsgát 1979-ben tette le. 1993-ban lett másodosztályú bíró, 1996-ban már a legfelsőbb ligában debütálhatott. Első osztályú bajnoki mérkőzéseken 1023 sárga lapot mutatott fel, átlagban négyet mérkőzésenként. Három fivére szintén játékvezető, de Herbert vitte a legtöbbre. A nemzeti játékvezetéstől 2009-ben vonult vissza. 59 másodosztályú és 243 élvonalbeli találkozót vezetett.
Kétszer vezethette a Német labdarúgókupa döntőjét. Pályafutása előtt, rajta kívül Albert Duschnak, Gerhard Schulenburgnak és Werner Treichelnek jutott az a megtiszteltetés, hogy több kupadöntőt dirigálhatott.
| Időpont         | Helyszín                 | Mérkőzés típusa | Mérkőzés                                    | Eredmény | Nézők száma |
| --------------- | ------------------------ | --------------- | ------------------------------------------- | -------- | ----------- |
| 2004. május 29. | Olimpiai Stadion, Berlin | döntő           | SV Werder Bremen–Alemannia Aachen (2. Liga) | 3 : 2    | 71 682      |
| 2006. május 29. | Olimpiai Stadion, Berlin | döntő           | Eintracht Frankfurt–FC Bayern München       | 0 : 1    | 74 349      |

### Nemzetközi játékvezetés
A Német labdarúgó-szövetség (DFB) Játékvezető Bizottsága (JB) terjesztette fel nemzetközi játékvezetőnek, a Nemzetközi Labdarúgó-szövetség (FIFA) 1998-tól tartotta nyilván bírói keretében. A Meridian Kupa nemzetközi torna résztvevője 1999-ben Dél-Afrikában. A Kirin-Kupa résztvevője Japán-ban 2003-ban. A német nemzetközi játékvezetők rangsorában, a világbajnokság-Európa-bajnokság sorrendjében a 4. helyet foglalja el 16 találkozó szolgálatával. Európai-kupamérkőzések irányítójaként az örökranglistán a 32. helyet foglalja el 43 találkozó vezetésével. Az aktív nemzetközi játékvezetéstől 2009-ben vonult vissza. 78 válogatott mérkőzést vezetett.

#### Labdarúgó-világbajnokság
A 2002-es labdarúgó-világbajnokság és a 2006-os labdarúgó-világbajnokság selejtezőin a FIFA JB bíróként alkalmazta.
| Időpont             | Helyszín                       | Mérkőzés típusa                                            | Mérkőzés                          | Eredmény | Nézők száma |
| ------------------- | ------------------------------ | ---------------------------------------------------------- | --------------------------------- | -------- | ----------- |
| 2000. szeptember 2. | Olimpiai Stadion, Szarajevó    | 2002-es labdarúgó-világbajnokság előselejtező (7. csoport) | Bosznia-Hercegovina–Spanyolország | 1 : 2    | 35 000      |
| 2001. március 24.   | Steaua Stadion, Bukarest       | 2002-es labdarúgó-világbajnokság előselejtező (8. csoport) | Románia–Olaszország               | 0 : 2    | 24 000      |
| 2001. június 2.     | Luzsnyiki Stadion, Moszkva     | 2002-es labdarúgó-világbajnokság előselejtező (1. csoport) | Oroszország–Jugoszlávia           | 1 : 1    | 64 000      |
| 2004. október 9.    | Ratina Stadion, Tampere        | 2006-os labdarúgó-világbajnokság előselejtező (1. csoport) | Finnország–Örményország           | 3 : 1    | 7 894       |
| 2005. március 26.   | Vasil Levski, Stadion, Szófia  | 2006-os labdarúgó-világbajnokság előselejtező (8. csoport) | Bulgária–Svédország               | 0 : 3    | 42 563      |
| 2005. szeptember 7. | Lansdowne Road Stadion, Dublin | 2006-os labdarúgó-világbajnokság előselejtező (4. csoport) | Írország–Franciaország            | 0 : 1    | 36 000      |

#### Labdarúgó-Európa-bajnokság
Skócia rendezte az 1998-as U16-os labdarúgó-Európa-bajnokságot, ahol az UEFA JB bíróként foglalkoztatta.
Szlovákia rendezte a 2000-es U21-es labdarúgó-Európa-bajnokságot, ahol az UEFA JB hivatalnokként alkalmazta.
A 2004-es labdarúgó-Európa-bajnokság és a 2008-as labdarúgó-Európa-bajnokság selejtezőin az UEFA JB játékvezetőként foglalkoztatta.
| Időpont              | Helyszín                         | Mérkőzés típusa                                              | Mérkőzés                     | Eredmény | Nézők száma |
| -------------------- | -------------------------------- | ------------------------------------------------------------ | ---------------------------- | -------- | ----------- |
| 2002. szeptember 7.  | GSP Stadion, Nicosia             | 2004-es labdarúgó-Európa-bajnokság előselejtező (1. csoport) | Ciprus–Franciaország         | 1 : 2    | 16 000      |
| 2003. március 9.     | Maksimir Stadion, Zágráb         | 2004-es labdarúgó-Európa-bajnokság előselejtező (8. csoport) | Horvátország–Belgium         | 4 : 0    | 25 000      |
| 2003. szeptember 6.  | Központi Stadion, Ljubljana      | 2004-es labdarúgó-Európa-bajnokság előselejtező (1. csoport) | Szlovénia–Izrael             | 3 : 1    | 8 500       |
| 2006. szeptember 6.  | Francia Saupin Stadion, Párizs   | 2008-as labdarúgó-Európa-bajnokság előselejtező (B. csoport) | Franciaország–Olaszország    | 3 : 1    | 78 800      |
| 2007. június 2.      | Parken Stadion, Koppenhága       | 2008-as labdarúgó-Európa-bajnokság előselejtező (F. csoport) | Dánia–Svédország             | 0 : 3    | 42 083      |
| 2007. szeptember 12. | Olimpiai Stadion, Helsinki       | 2008-as labdarúgó-Európa-bajnokság előselejtező (A. csoport) | Finnország–Lengyelország     | 0 : 0    | 34 000      |
| 2007. november 21.   | Las Palmas Stadion, Gran Canaria | 2008-as labdarúgó-Európa-bajnokság előselejtező (F. csoport) | Spanyolország–Észak-Írország | 1 : 0    | 31 000      |

A 2008-as Európa-bajnokságon 3 találkozót vezetett.
| Időpont          | Helyszín                   | Mérkőzés típusa              | Mérkőzés                  | Eredmény | Nézők száma |
| ---------------- | -------------------------- | ---------------------------- | ------------------------- | -------- | ----------- |
| 2008. június 7.  | Geneva Stadion, Genf       | csoportmérkőzés (A. csoport) | Portugália–Törökország    | 2 : 0    | 29 106      |
| 2008. június 13. | Svájci Stadion, Bern       | csoportmérkőzés (C. csoport) | Hollandia–Franciaország   | 4 : 1    | 30 777      |
| 2008. június 22. | Ernst Happel Stadion, Bécs | egyik negyeddöntő            | Spanyolország–Olaszország | 0 : 0    | 51 178      |

#### Olimpiai játékok
Ausztrália adott otthont a 2000. évi nyári olimpiai játékok labdarúgó tornájának, ahol a FIFA JB bírói szolgálatra alkalmazta.

##### 2000. évi nyári olimpiai játékok
| Időpont              | Helyszín                    | Mérkőzés típusa              | Mérkőzés                | Asszisztens    | Eredmény | Nézők száma |
| -------------------- | --------------------------- | ---------------------------- | ----------------------- | -------------- | -------- | ----------- |
| 2000. szeptember 17. | Hindmarsh Stadion, Adelaide | csoportmérkőzés (B. csoport) | Dél-Korea–Marokkó       | Székely Ferenc | 1 : 0    | 12 753      |
| 2000. szeptember 19. | Cricket Stadion, Melbourne  | csoportmérkőzés (C. csoport) | Egyesült Államok–Kuvait |                | 3 : 1    | 19 684      |
| 2000. szeptember 23. | Cricket Stadion, Brisbane   | egyik negyeddöntő            | Brazília–Kamerun        | Székely Ferenc | 1 : 2    | 37 332      |

#### Konföderációs kupa
| Időpont          | Helyszín                                | Mérkőzés típusa              | Mérkőzés          | Eredmény | Nézők száma |
| ---------------- | --------------------------------------- | ---------------------------- | ----------------- | -------- | ----------- |
| 2005. június 19. | Walds Saupin Stadion, Frankfurt am Main | csoportmérkőzés (B. csoport) | Görögország–Japán | 0 : 1    | 34 314      |

#### Nemzetközi kupamérkőzések
3 nemzetközi kupadöntőt vezetett.

##### Intertotó-kupa
Az Intertotó-kupa három csoportbon bonyolódik, minden csoportban bajnoki döntőt játszanak.
| Időpont            | Helyszín               | Mérkőzés típusa     | Mérkőzés                                     | Eredmény | Nézők száma |
| ------------------ | ---------------------- | ------------------- | -------------------------------------------- | -------- | ----------- |
| 2000. augusztus 8. | Balaídos Stadion, Vigo | döntő első mérkőzés | RC Celta de Vigo–FK Zenyit Szankt-Petyerburg | 2 : 1    | 18 000      |

##### UEFA-kupa
| Időpont         | Helyszín                   | Mérkőzés típusa | Mérkőzés                    | Asszisztensek               | Negyedik bíró | Eredmény | Nézők száma |
| --------------- | -------------------------- | --------------- | --------------------------- | --------------------------- | ------------- | -------- | ----------- |
| 2006. május 10. | Philips Stadion, Eindhoven | döntő           | Middlesbrough FC–Sevilla FC | Carsten Kadach/Volker Wezel | Florian Meyer | 1 : 1    | 33 010      |

##### UEFA-bajnokok ligája
Az 53. játékvezető – a 8. német – aki UEFA-bajnokok ligája döntőt vezetett.
| Időpont         | Helyszín                | Mérkőzés típusa | Mérkőzés              | Eredmény | Nézők száma |
| --------------- | ----------------------- | --------------- | --------------------- | -------- | ----------- |
| 2007. május 23. | Olimpiai Stadion, Athén | döntő           | AC Milan–Liverpool FC | 2 : 1    | 74 000      |

## Szakmai sikerek
- 2001-ben és 2005-ben a német sportszakemberek szakmai tevékenységének elismeréseként az Év Játékvezetője címmel tüntették ki.
- Az IFFHS szerint 2007-ben a világ második, 2008-ban a világ ötödik legjobb játékvezetője.
- Az IFFHS (Nemzetközi Futballtörténészek- és Statisztikusok Szövetsége) 1987-2011 évadokról tartott nemzetközi szavazásán 151. játékvezető besorolásával minden idők 39. legjobb bírójának rangsorolta, holtversenyben Bo Karlsson és Dieter Pauly társaságában. A 2008-as szavazáshoz képest 15 pozíciót hátrább lépett.